# Meisentalbach (Modenbach)
Der Meisentalbach – alternativ Meisentalgraben genannt – ist ein linker Zufluss des Modenbachs im Mittleren Pfälzerwald im rheinland-pfälzischen Landkreis Südliche Weinstraße.

## Geographie

### Verlauf

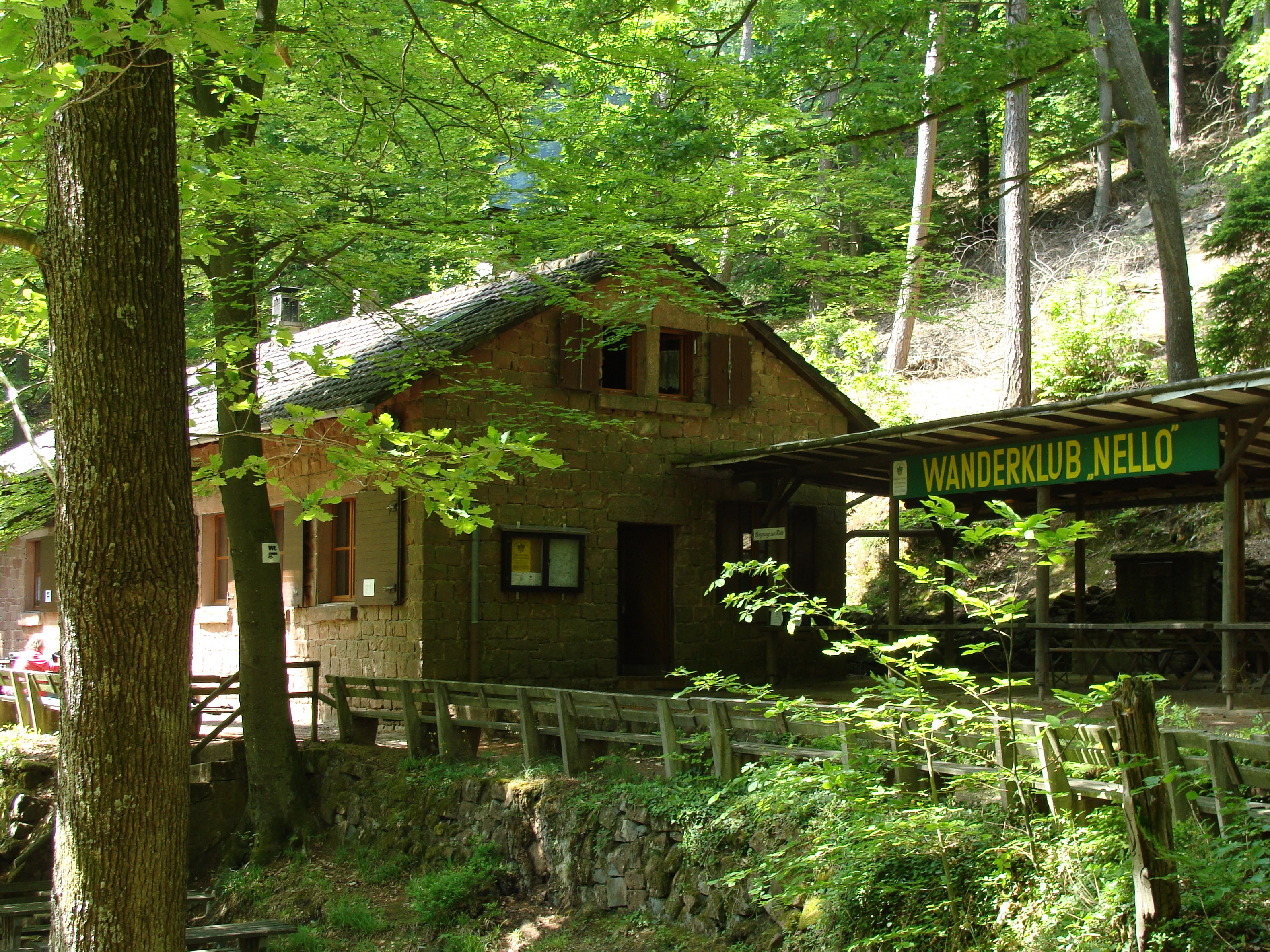
Nellohütte an der Quelle des Meisentalbachs

Der Meisentalbach entspringt auf der Waldgemarkung von Rhodt unter Rietburg an der Südostflanke des Kesselberges und an der Nordwestflanke des Blättersberges nahe der Nellohütte auf etwa 399 m ü. NHN; weiter nördlich befindet sich der Kohlplatz. Er fließt im Talwald anfangs südsüdwestlich.
Nach gut der Hälfte des Weges lichtet sich der Talgrund und aus dem Nordosten läuft der Abfluss der Siebenquellen zu, in deren Seitental die Amicitiahütte steht. In oder am Rand der Talaue durchfließt der Bach danach südwärts das Meisental in der Waldgemarkung von Weyher in der Pfalz zwischen Frankenberg rechtsseits und Blättersberg linksseits.
Am Rande des Modenbachtales wechselt der Meisenbach für seine letzten knapp hundert Meter in einen Nordostzipfel der Waldgemarkung von Hainfeld und fließt dort auf etwa 276 m ü. NHN von links in den Modenbach ein, wenig mehr als hundert Meter unterhalb der Mündung des Ziegelbachs von der anderen Seite. Der nächste Ort modenbachaufwärts ist der Modenbacherhof von Ramberg, weiter abwärts im Tal folgt die Buschmühle von Weyher in der Pfalz.

### Zuflüsse
- (Abfluss der Siebenquellen), von rechts und Nordwesten auf etwa 298 m ü. NHN am Beginn der offenen Talaue, 0,5 km und 0,8 km². Die höchste Quelle entspringt etwas nordwestlich der Amicitiahütte auf etwa 344 m ü. NHN.

## Geschichte
Anfang 2023 fand eine nichtöffentliche Begehung der Verbandsgemeinde Edenkoben entlang des Meisentalbachs und benachbarter Gewässer zur Entwicklung eines Präventionskonzepts hinsichtlich einer Hochwasser- und Starkregenvorsorge statt.

## Tourismus
Im Einzugsgebiet des Meisentalbachs stehen die vom Pfälzerwald-Verein betriebene Amicitia-Hütte (auch Sieben-Quellen-Haus genannt) in einem Seitental und an seiner Quelle die Nellohütte. Etwa hundert Meter vor der Mündung quert eine Fußgängerbrücke den Bach. An der Mündung in den Modenbach liegen ein Wanderparkplatz und eine Bushaltestelle an der L 506.